# Nicolae Zamfir
Nicolae Zamfir (sinh ngày 14 tháng 12 năm 1944) là một huấn luyện viên và cựu cầu thủ bóng đá người România.

## Sự nghiệp Huấn luyện viên
Nicolae Zamfir đã dẫn dắt Universitatea Craiova, FC U Craiova và JEF United Ichihara.